# Mons Claudianus
Mons Claudianus va ser una pedrera romana al desert oriental d'Egipte. Constava d'una guarnició, una mina i cases per a treballadors. Al jaciment s'extreia granodiorita per a l'Imperi romà, i s'usava com a material de construcció. Mons Claudianus està situat a les muntanyes del desert oriental egipci a mig camí entre la mar Roja i Qena, en l'actual governació de la mar Roja. Hui s'hi poden veure fragments de granit, amb alguns artefactes com una columna trencada. S'hi s'han descobert textos escrits en ceràmica trencada (òstracons).

## Ubicació
Mons Claudianus es troba al desert oriental de l'Alt Egipte i el van descobrir el 1823 Wilkinson i Burton. Es troba al nord de Luxor, entre la ciutat egípcia de Qena al Nil i Hurghada a la mar Roja, a 500 km al sud del Caire i a 120 km a l'est del Nil, a una altitud de c. 700 m al cor de les muntanyes de la mar Roja. Al voltant de 50 km de distància es troba una altra pedrera imperial coneguda com a Mons Porphyrites, que és l'única font coneguda de pòrfir porpra al món.

## Història
L'excavació pels romans de Mons Claudianus es perllongà dos segles, des de l'I fins a mitjan segle III. No hi ha evidència d'assentaments a prop o a la pedrera abans de l'assentament romà. Les condicions àrides del desert permeteren que els documents i restes orgàniques sobrevisquessen.
Mons Claudianus fou una font abundant de granodiorita per a Roma, i s'utilitzava en estructures romanes notables, incloent-hi la Vil·la Hadriana (la vil·la de l'emperador Hadrià a Tívoli), els banys públics, pisos i columnes del Temple de Venus i Roma, el Palau de Dioclecià de Split i les columnes del pòrtic del Panteó de Roma.

## Vies d'accés i transport

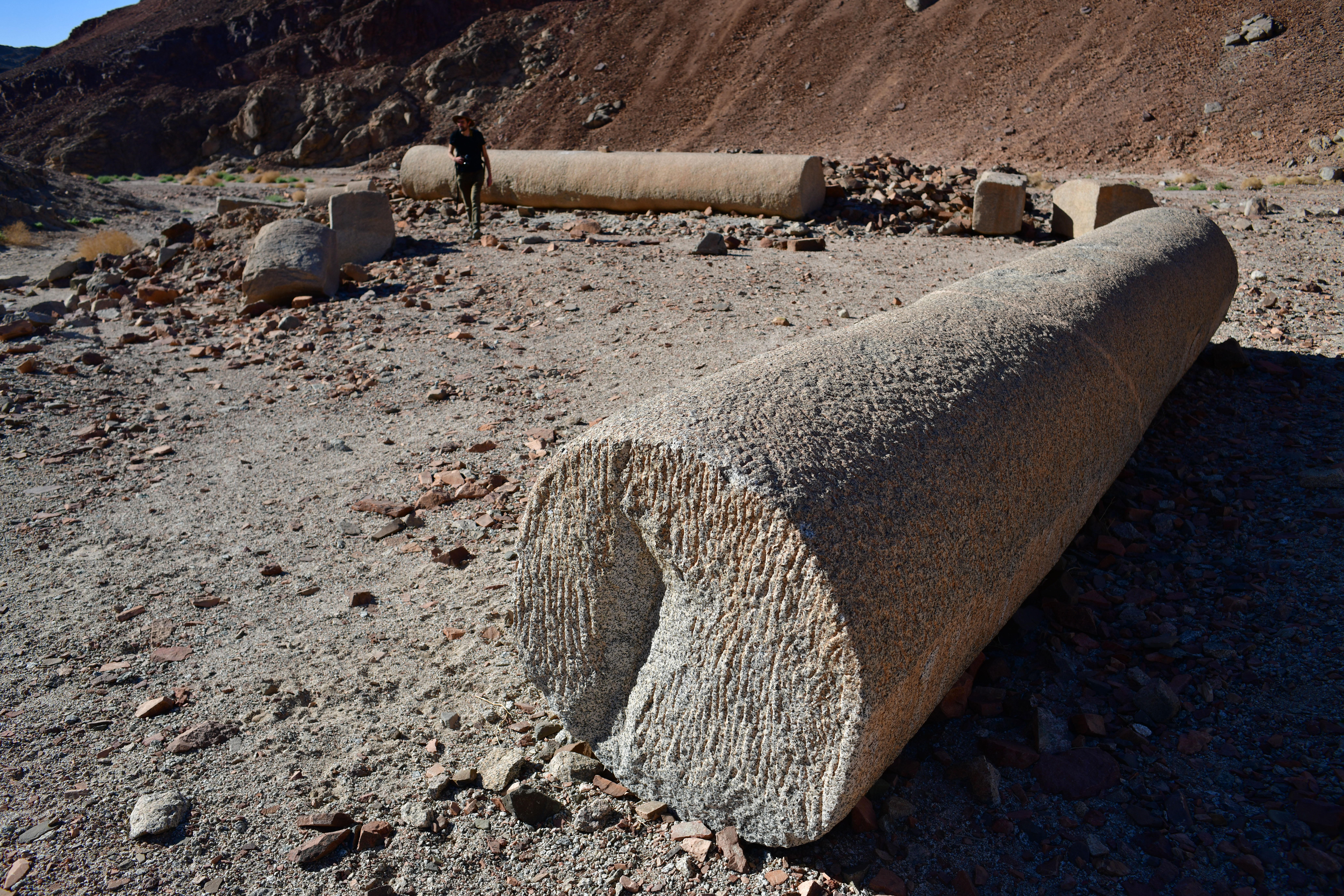
Columna abandonada a Mons Claudianus

Mons Claudianus estava connectat amb el Nil per una via romana marcada per estacions de pas espaiades a intervals d'un dia. Les pedres de les pedreres, que es formaven al desert, es duien per la via fins a la vall del Nil per a transbordar-les a Roma. Alguns documents trobats al jaciment es refereixen a carros de 12 i 4 rodes, i inclouen una sol·licitud de lliurament d'eixos nous. El viatge duraria uns cinc dies o més. Les estacions de pas, que semblaven petits "forts" defensats, amb moltes cambres amb estables i subministrament d'aigua, servien com a motels on persones i animals que transportaven les pedres podien descansar, menjar i beure. És possible que s'hagin utilitzat rucs per a transportar aliments i aigua que necessitaven entre les parades, així com per a tirar dels carros; per a càrregues més grans, però, sembla que s'utilitzava mà d'obra humana i animal. Els camells es feien servir per a la comunicació i per al transport d'aliments i aigua.
Les columnes també poden haver estat arrossegades més de 100 km des de la pedrera fins al riu en trineus de fusta, perquè el terreny des de la pedrera fins al Nil és costa avall en tot el recorregut. Les portaven en barcasses pel Nil quan el nivell de l'aigua era alt durant les inundacions de primavera, i després transportades a vaixells per a creuar la Mediterrània fins al port romà d'Òstia. Allí, les traslladaven de nou amb barcasses i les pujaven pel Tíber fins a Roma.

## La vida aMons Claudianus

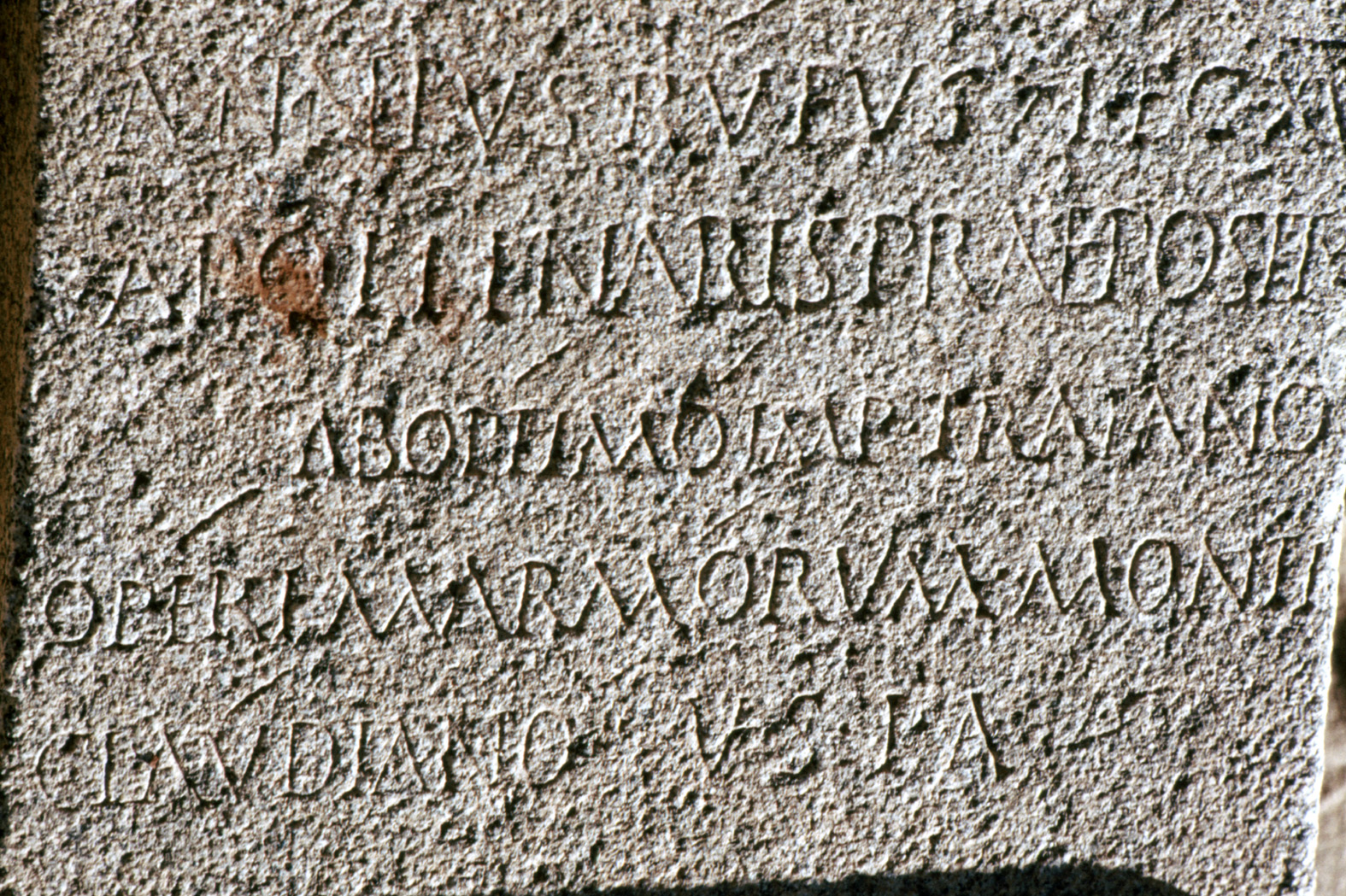
Inscripció romana “Marmorum Monti Claudiano”

La pedrera era administrada per l'exèrcit romà. Els picapedrers de Mons Claudianus eren mà d'obra civil qualificada i ben pagada, i el seu estil de vida en la pedrera podria fins i tot descriure's com a luxós. Els òstracons que s'hi han trobat es refereixen a quatre grups de persones: soldats i oficials; treballadors civils qualificats; treballadors sense qualificar; i dones i xiquets. Segons aquests òstracons, molts dels treballadors de Mons Claudianus guanyaven al voltant de 47 dracmes al mes, que era si fa no fa el doble que les seues contraparts a la vall del Nil, així com un artab que era d'aproximadament 47 pintes de blat. S'ha trobat evidència de 55 plantes alimentoses diferents i 20 fonts de proteïnes animals, i la carn de ruc n'era la més consumida, segurament a causa de la quantitat de rucs que n'hi havia. També peixos de la mar Roja, luxes com ara carxofa i poncem així com pebre de l'Índia i animals de caça, caragols i ostres eren alguns dels aliments disponibles. També s'han trobat grans d'ordi carbonitzat i germinat, la qual cosa indica que els habitants elaboraven cervesa. A les pedreres, encara es poden trobar columnes, algunes piles i un bany trencats; la columna més gran té 60 peus d'alt i pesa unes 200 tones. Molts edificis encara sobreviuen intactes fins a l'alçada del sostre. L'assentament semblava un fort amb murs i torres sortints, i encloïa un miler de persones, tant picapedrers com guàrdies. Les pedres es modelaven al desert, segurament per a reduir-ne el pes, i després se les duien a la vall del Nil per a enviar-les a Roma.